# Une Utopie moderne
A Modern Utopia
Pour les articles homonymes, voir Utopia (homonymie).
Une Utopie moderne est un roman de H. G. Wells paru en 1905 chez l'éditeur londonien Chapman & Hall. Sa structure narrative complexe a pu faire considérer l'utopie décrite comme « moins moderne que postmoderne ». Dans ce roman, un ordre de volontaires de la noblesse connu sous le nom de Samouraï est présenté comme pouvant gouverner avec efficacité un État mondial qui serait « cinétique et non statique »,, ce qui permettrait de résoudre le « problème de la combinaison du progrès et de la stabilité politique ».

## Génèse et conception de l'œuvre
Le cadre de l'œuvre s'inspire en partie d'un voyage effectué par Wells dans les Alpes avec son ami Graham Wallas, un membre éminent de la Fabian Society.
Dans sa préface, Wells prédit (à tort) qu'Une Utopie moderne  sera le dernier volume d'une trilogie sur les problèmes sociaux, inaugurée quatre ans plus tôt avec Anticipations (1901), puis Mankind in the Making (1903).
Mais tandis que ces deux  œuvres étaient non-fictives, Une Utopie moderne est présentée comme un conte. Celui-ci est raconté par un personnage sommairement décrit, connu uniquement comme « le Propriétaire de la Voix » (the Owner of the Voice), laquelle, prévient Wells, « ne doit pas être confondue avec celle de l'auteur ostensible », celui à qui l'on doit la paternité de ces pages. Il est accompagné d'un autre personnage connu comme « le botaniste ». Des remarques discursives sur divers sujets sont intercalées dans le récit, créant ce que Wells appelle dans sa préface « une sorte de texture de soie entre la discussion philosophique d'une part et le récit imaginatif de l'autre ». On trouve en outre de fréquentes comparaisons et discussions sur des œuvres utopiques antérieures.
Dans sa tentative d'autobiographie (1934), Wells décrit Une Utopie moderne comme ayant été sa « première approche de la forme du dialogue » et que « la tendance au dialogue, comme la notion fondamentale du Samouraï, marque ma dette envers Platon. L'Utopie moderne, tout autant que celle de More, relève franchement de la République » .
La prémisse du roman est qu'il existe une planète (car, dit-il, il ne faut rien de moins qu'une planète pour réaliser une utopie moderne) exactement semblable à la Terre, avec la même géographie et la même biologie. Sur cette planète, « tous les hommes et femmes que vous connaissez et moi-même » existons « en double ». Ces doubles ont cependant « des habitudes différentes, des traditions différentes, des connaissances différentes, des idées différentes, des vêtements différents et des appareils différents » (mais non  cependant, un langage différent : « En effet, serions-nous en utopie si nous ne pouvions pas parler à tout le monde ? »).

## Synopsis

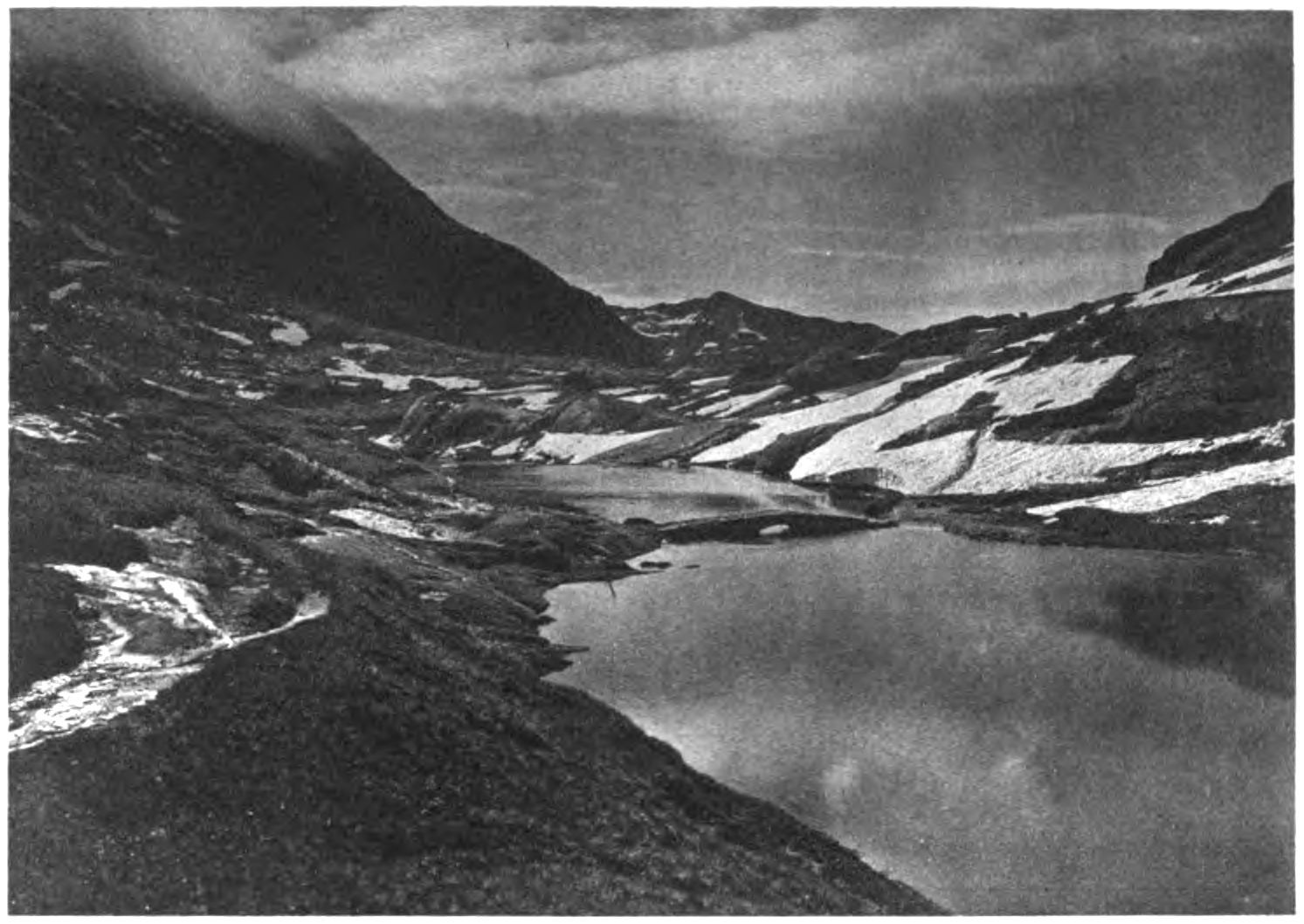
Le lac de Lucendro en 1925.

C'est sur cette planète située « au-delà de Sirius » , que le Propriétaire de la Voix et le botaniste sont imaginairement transportés « en un clin d'œil... Nous avions à peine noté le changement. Pas un nuage n'avait quitté ciel ». Leur point d'entrée se situe sur les pentes du Piz Lucendro dans les Alpes suisses.
On suit ensuite les aventures des deux personnages à travers onze chapitres. Petit à petit, ils découvrent comment l'Utopie est organisée. C'est un monde sans « aucune contrainte positive ... pour l'utopien adulte – à moins qu'elles ne lui tombent dessus comme des peines encourues ».
Le Propriétaire de la Voix et le botaniste sont bientôt sommés de rendre compte de leur présence. Lorsque leurs empreintes digitales sont comparées à celles enregistrées au « fichier central, situé dans un vaste complexe de bâtiments à Paris ou à proximité », tous deux découvrent qu'ils ont leurs doubles dans l'Utopie. Ils se rendent alors à Londres efin de les rencontrer, et le double du Propriétaire de la Voix s'avère être un membre des Samouraïs, un ordre de volontaires de la noblesse  qui dirige l'Utopie. « Ces samouraïs forment le véritable corps de l'Etat ».
En contrepoint de la narration principale, l'obsession du botaniste pour une histoire d'amour malheureuse qu’il a vécue sur Terre traverse le roman. Le Propriétaire de la Voix se montre agacé par cette intrusion, indigne et indécente, des affaires terrestres dans l'Utopie. Lorsque le botaniste rencontre le double de sa bien-aimée dans l'Utopie, la violence de sa réaction fait éclater la bulle imaginaire qui a soutenu le récit et les deux hommes se retrouvent dans le Londres du début du XXe siècle.

## Découpage et contenu
Le livre se compose d'une préface de l'auteur intitulée : Note to the reader (note au lecteur), d'une introduction portant le titre The Owner of the Voice (Le Propriétaire de la Voix) de onze chapitres numérotés en chiffres romains et d'un appendice portant le titre : Scepticism of the Instrument (Scepticisme de l'instrument). Chaque chapitre est à son tour découpé en paragraphes numérotés et titrés.

### Liste des onze chapitres
- I. Topographical (Considérations topographiques)
- II. Concerning Freedoms (À propos des libertés)
- III. Utopian Economics (Économie utopienne)
- IV. The Voice of Nature (La voix de la nature)
- V. Failure in a Modern Utopia (L'échec dans une utopie moderne)
- VI. Women in a Modern Utopia (Les femmes dans une utopie moderne)
- VII. A few utopians Impressions (Quelques impressions utopiennes)
- VIII. My Utopian Self (Mon moi utopien)
- IX. The Samurai (Les Samouraïs)
- X. Race in Utopia (Races en Utopie)
- XI. The Bubble bursts (La bulle éclate)

### L'histoire alternative
Le chercheur Michael Warren a fait observer que :
« A Modern Utopia was never meant to be one of Wells' landmark Science Fiction works, but was a thinly disguised sociological and philosophical essay. Placing his Utopia in an Alternate History was simply a plot device forced upon him since the world was already very thoroughly explored; unlike Thomas More or Jonathan Swift, Wells could not plausibly locate his Utopian society on an island or an unexplored corner of a faraway continent; there were none such. (...) Still, A Modern Utopia did make a very significant contribution to the genre. Alternate History of one kind or another had already been written decades earlier – but Wells seems to be the first to posit that when you make the transit to the Utopian timeline in the Alps, you find yourself in the very same spot in the other world's Alps, and when you travel in the Utopian world to an Utopian London and then cross back to our world, you find yourself on the same spot in our mundane London. This one-to-one correspondence was taken up by countless others, and is now taken for granted by any Alternate History fan – but it should be added to the great list of standard Science Fiction plot devices for which we are in debt to Wells' genius. »
— Michael B. Warren, in : Margaret Southfield (ed.), Round Up of New Essays in Twentieth Century Popular Culture 

« Une Utopie moderne n'a jamais été l'une des œuvres phares de science-fiction de Wells. Il s'agit avant tout d'un essai sociologique et philosophique à peine déguisé. Placer son utopie dans une histoire alternative était un simple procédé  imposé par le fait que le monde était déjà très minutieusement exploré. En effet, contrairement à Thomas More ou Jonathan Swift, Wells ne pouvait pas situer de manière plausible sa société utopique sur une île ou dans un coin inexploré d’un continent lointain : il n’y en avait plus. (...) Pour autant, Une Utopie moderne apporte une contribution très significative au genre. Des histoires alternatives, sous une forme ou une autre, avaient déjà été écrites des décennies plus tôt ; mais Wells semble être le premier à postuler que lorsque vous transitez vers la chronologie utopique dans les Alpes, vous vous retrouvez exactement au même endroit dans les Alpes de l'autre monde, et lorsque vous vous déplacez dans le monde utopique jusqu'à un Londres utopique, puis revenez dans notre monde, vous vous retrouvez au même endroit dans notre Londres banal. Cette correspondance individuelle, reprise par d'innombrables autres auteurs est désormais considérée comme allant de soi par tout amateur d'histoire alternative. Mais elle doit être ajoutée à la longue liste des récits standards de science-fiction  pour lesquelles nous sommes redevables au génie de Wells. »
— in : Margaret Southfield (ed.), Round Up of New Essays in Twentieth Century Popular Culture
George Butler pour sa part , ne donne aucun détail sur les développements historiques ayant donné naissance à son monde utopique. Toujours selon Butler, les informations historiques  sont  « très trompeuses , [comme] la référence, au chapitre 9, à une histoire selon laquelle Jésus-Christ serait né dans un Empire romain libéral et progressiste s'étendant de l'océan Arctique jusqu'au Golfe du Bénin et qui n'aurait connu ni déclin ni chute ». Or, le monde présent décrit par Wells cadre mal avec cette histoire : il n'y a pas d'empereur romain régnant à Rome, à Constantinople ou ailleurs, ni le moindre vestige d'une administration impériale à partir de laquelle l'ordre mondial se serait développé ; personne ne parle latin ou une langue romane , à l'exception de la langue française familière de notre monde ; il y a des Anglais, des Français, des Allemands et des Suisses reconnaissables ; il y a un Londres reconnaissable, un Paris reconnaissable (mentionné mais non visité), et de nombreuses cités et villes suisses, avec des monuments historiques célèbres qui datent du Moyen Âge. À Westminster siège une sorte d'Assemblée  faisant office de Parlement anglais ou britannique. Certains éléments suggèrent une histoire dans laquelle l'Empire romain aurait chuté comme dans l'histoire que nous connaissons, l'Europe aurait connu le même Moyen Âge, et son histoire n'aurait divergé de la nôtre que plus tardivement. D'un autre côté, ce Londres n'a pas de Trafalgar Square, et il n'y a aucune place à cet endroit, Cela suggère que les guerres napoléoniennes n'ont pas eu lieu, qu'il n'y a pas eu de bataille de Trafalgar ni de place portant ce nom, et que le développement urbain de Londres était déjà très différent à la fin du XVIIIe siècle. (...) Dès lors, il est permis de supposer que la société des « Samouraïs » décrite dans le livre est née au XVIe ou au XVIIe siècle, a mené sa lutte décisive contre l'ordre ancien au XVIIIe siècle et a consolidé sa domination mondiale au début du XIXe, de sorte qu'au début du XXe siècle, elle dispose déjà d’un siècle de pouvoir incontesté pour refaire en profondeur le monde à son image. (...) L'utilisation du terme « Samouraï » implique une certaine familiarité avec la culture et la société japonaise. Cependant, ces « Samouraïs » n'ont qu'une ressemblance vague et lointaine avec les Samouraïs historiques du Japon féodal ; ce que nous voyons est clairement une institution fondée par des Occidentaux, empruntant un terme japonais pour leurs propres besoins. »

### L'économie utopienne
Le monde utopien partage la même langue, la même monnaie, les mêmes coutumes et lois ; la liberté de circulation y est générale. La propriété individuelle y est dans une certaine mesure autorisée, mais « toutes les sources naturelles d'énergie et en fait tous les produits strictement naturels » sont « inaliénablement dévolus aux autorités locales, [occupant] des zones parfois aussi vastes  que la moitié de l'Angleterre ». L'État mondial est « l'unique propriétaire foncier de la terre », les unités monétaires sont fondées sur les unités d'énergie, de sorte que « l'emploi se déplace constamment vers les zones où l'énergie est bon marché ». L'humanité est presque entièrement libérée du travail physique : « Il semble n'y avoir aucune limite à l'invasion de la vie par la machine ».

### La société  utopienne
Les Samouraïs vivent selon une règle ascétique décrite par le double du narrateur. Cette règle comprend notamment  l'interdiction de l'alcool et des drogues et une randonnée solitaire annuelle obligatoire d'une semaine dans la nature. La théorie sociale de l'utopie distingue quatre « classes principales d'esprits » : les poïétiques, les cinétiques, les ennuyeux et les vils. Les esprits poïétiques sont créatifs ou inventifs ; les esprits cinétiques sont capables mais pas particulièrement inventifs ; les ennuyeux ont « une imagination innadéquate »  et les vils sont embourbés dans l’égoïsme et manquent de « sens moral ».

### Relations entre hommes et femmes
Les rôles des genres dans Une utopie moderne, sont l'objet d'une discussion approfondie, sans mention cependant de l'homosexualité. Un chapitre intitulé « Les femmes dans l'utopie moderne » indique clairement que les femmes doivent être aussi libres que les hommes. La maternité est subventionnée par l'État. Seuls les couples capables de subvenir à leurs besoins peuvent se marier, les femmes à 21 ans et les hommes à 26 ou 27 ans. Les mariages qui restent stériles « expirent » au bout de trois à cinq ans, mais les partenaires peuvent se remarier s'ils le souhaitent.
L'un des principes centraux du régime utopie est que tout le monde n’est pas autorisé à se marier : il s'agit d'un privilège accordé uniquement à ceux qui remplissent certains critères fixés par le régime. Wells ne parle pas des personnes qui ne npn  autorisées à se marier qui peuvent quand même avoir des relations sexuelles et avoir des enfants. De tels enfants « non autorisés » ne bénéficieraient évidemment pas du système de garde d’enfants et d’éducation géré par l’État et décrit en détail dans le roman. Cela aurait cependant tendance à créer une classe marginale de vagabonds pauvres et sans instruction mais dont le livre ne parle pas.

### Question raciale dans l'utopie
Un chapitre entier, le dixième, intitulé « Race in Utopia », est consacré à une discussion éclairée sur les races. Le discours raciste contemporain est condamné comme grossier, ignorant et extravagant. Pour ma part, déclare le narrateur, « je suis disposé à écarter tous les jugements défavorables et toutes les déclarations faisant état de différences insurmontables entre les races ».

### Consommation de viande
Le narrateur apprend que : « Dans toute l'Utopie, il n'y a pas de viande. Il y en avait autrefois. Mais à présent, nous ne pouvons plus supporter l'idée des abattoirs. Et, dans une population entièrement instruite et à peu près au même niveau de raffinement physique, il est pratiquement impossible de trouver quelqu'un qui soit capable de découper le cadavre d'un bœuf ou d'un cochon. La question de l'intérêt hygiénique de la consommation de viande n'a jamais résolue : c'est cet autre aspect nous a décidé. Je me souviens encore, quand j'étais enfant, des réjouissances lors de la fermeture du dernier abattoir ». Les utopiens en revanche mangent toujours du poisson sans qu'une explication rationnelle de cette contradiction ne soit proposée.

### Luttes sanitaires
La société utopienne s'est lancée dans « une tentative systématique à l'échelle mondiale d'éradiquer à jamais un grand nombre de maladies contagieuses et infectieuses ». Cela implique non seulement l'élimination des rats et des souris, mais aussi – « du moins pour un certain temps » – « une stricte restriction de la libre circulation des animaux familiers », c'est-à-dire : « la race des chats et des chiens (qui sont, comme on sait, des réservoirs dans lesquels des maladies comme la peste, la grippe, le catarrhe, etc., peuvent trouver refuge avant resurgir plus tard) doit être privée certain temps de liberté ; il en va de même avec la saleté produite par les chevaux et les autres calamités de la route, qui disparaît de la face de la terre. » Il n’y a ni chats ni chiens dans les villes utopiques. On ne précise pas ce qui est arrivé aux chiens, chats et chevaux au moment du changement ni si certains de ces animaux sont encore parqués complètement à l'écart de la société humaine, pour être réintroduits à une date ultérieure.

### Îles d'exil
Les marginaux, ceux qui s'avèrent incapables de s'intégrer à la société utopienne se voient régulièrement exilés dans des îles où ils sont livrés à eux-mêmes. Ils y sont libres de perpétuer des institutions et des comportements sociaux considérés depuis longtemps obsolètes ailleurs. Ils peuvent par exemple ériger des barrières douanières et imposer des droits de douane sur les marchandises importées sur leurs îles, alors que le reste du monde est depuis longtemps devenu une zone économique unique.
Le concept d'« îles d’exil » sera ensuite repris par Aldous Huxley dans Le Meilleur des Mondes – mais avec un jugement de valeur inversé : là où Wells déoeint une société utopique positive exilant des réactionnaires incorrigibles, Huxley montre au contraire un régime dystopique exilant les créateurs et tous ceux qui se rebellent contre son régime étouffant.

## Réception
Plusieurs sociétés de samouraïs furent créées sur le modèle de  celle d'Une Utopie moderne, et Wells rencontra les membres de l'une d'entre elles en avril 1907 au New Reform Club.
Lors d'un service commémoratif à la Royal Institution le 30 octobre 1946, deux mois et demi après la mort de Wells, William Beveridge lut des passages du livre domt il déclare que c'est celui qui l'a le plus influencé.
Selon Vincent Brome, le premier biographe à avoir après la mort de Wells, produit une vison d'ensemble complète de sa vie, l'ouvrage a été largement lu par les étudiants universitaires et « a lancé des centaines de jeunes dans l'aventure sexuelle ». W. Warren Wagar loue le roman, le rangeant avec les autres romans utopiques de Wells (Men Like Gods et The Shape of Things to Come) comme « des points de repère dans ce genre extraordinairement difficile ». En effet, The Shape of Things to Come reprend de nombreux thèmes du livre précédent, dépeignant également une élite autoproclamée menant une ingénierie sociale et une refonte massive du monde.
Joseph Conrad a reproché à  Wells de ne pas « tenir suffisamment compte de l'imbécillité humaine, rusée et perfide ».
EM Forster a fait la satire de ce qu'il considérait comme le conformisme malsain du livre dans son récit de science-fiction « The Machine Stops », publié pour la première fois seulement quatre ans plus tard, en 1909.
Marie-Louise Berneri critique également le livre, affirmant que « Wells commet les fautes de ses prédécesseurs en introduisant une grande quantité de législation dans son utopie » et que « la conception de Wells de la liberté s'avère être une conception très étroite ». Un autre biographe de Wells, Michael Sherborne, critique le livre parce qu'il montre « un État à parti unique non démocratique » dans lequel la vérité est établie non par une discussion critique mais par une foi partagée.

## Éditions

### Anglophones
- (en) H. G. Wells, A Modern Utopia, London, Chapman & Hall, 1905
- (en) H. G. Wells, A Modern Utopia, vol. 3821, Leipzig, Tauschnitz, coll. « Collection of british and american authors » (no 17), 1905, 335 p.
- [Wells, 1967] (en) H. G. Wells et Mark R. Hillegas (Introduction), A Modern Utopia, Lincoln and London, University of Nebraska Press, coll. « The Bison Books edition », 1967, 393 p. (ISBN 0-8032-5213-7 et 978-0-8032-5213-4, présentation en ligne).
- (en) H. G. Wells, Gregory Claeys (Notes) et Francis Wheen (Introduction), A Modern Utopia, London, Penguin UK, coll. « Penguin Classics », 2005, 320 p. (ISBN 0141921188 et 9780141921181, lire en ligne)

### Traductions
H. G. Wells, Une Utopie moderne, Montpellier, publie.net, 2018 (ISBN 978-2-37177-551-0)